# Peter Greenaway
Peter Greenaway, OBE (n. 5 aprilie 1942, Newport, Monmouthshire, Țara galilor) este un regizor britanic. În prezent este profesor de cinematografie la European Graduate School în Saas-Fee, Elveția.

## Contribuții în cinematografie și în artă
În 1962 Greenaway a început studiile la Walthamstow College of Art, unde l-a avut coleg pe Ian Dury (distribuit mai târziu în The Cook, the Thief, His Wife & Her Lover - Bucătarul, hoțul, soția lui și amantul ei). A urmat pictura trei ani. Primul său film, Death of Sentiment - Moartea sentimentelor, a fost filmat ]n patru mari cimitire din Londra. În 1965, s-a angajat la Central Office of Information (COI), unde avea s[ lucreze 15 ani ca editor de film ;i regizor. În această perioadă a creat o filmografie experimentală, începând cu  Train (1966), imagini ale ultimelor trenuri cu locomotive cu aburi în  Waterloo station, (care era chiar în spatele COI). Tree (1966), este un omagiu adus unui copac care creștea în betonul de lângă Royal Festival Hall pe South Bank în Londra. În anii 1970, încrezător și ambițios, a făcut Vertical Features Remake și A Walk Through H.. Prima este o examinare a variației structurilor aritmetice de editare, iar cea de-a doua este o călătorie pe harta unei țări imaginare.
Semnul vizual distinctiv al cinematografiei lui Greenaway este influența picturii Renașterii și a celei flamande, în special în compoziția scenică și la iluminare, precum și în ceea ce privește contrastele de costum - nuditate, natură - arhitectură, mobilier - oameni, plăcerea sexuală - moarte dureroasă. Colaboratorul său cel mai cunoscut este compozitorul Michael Nyman, care a marcat mai multe din filmele lui Greenaway.
În 1980, Greenaway realizează Falls(primul său film de lung metraj) - o enciclopedie fantastică. În anii 1980, apar filmele sale cele mai cunoscute,The Draughtsman's Contract(1982),A Zed & Two Noughts (1985), The Belly of an Architect (1987), Drowning by Numbers (1988), și cel mai de succes (și controversat) film,The Cook, the Thief, His Wife & Her Lover - Bucătarul, hoțul, soția lui și amantul ei.
În 1989, a colaborat cu Tom Phillips la un serial de televiziune și radio A TV Dante, dramatizare după primele cânturi ale Divinei comedii a lui Dante. În anii  '90, a prezentat spectacolul vizual Prospero's Books (1991), controversatul The Baby of Mâcon (1993), The Pillow Book (1996), și 8½ Women (1999).

## Filmografie
- The Falls (1980, 185 min)
- The Draughtsman's Contract (1982, 103 min)
- A Zed & Two Noughts (1985, 115 min)
- The Belly of an Architect (1987, 120 min)
- Drowning by Numbers (1988, 118 min)
- The Cook, the Thief, His Wife & Her Lover (1989, 124 min)
- Prospero's Books (1991, 129 min)
- The Baby of Mâcon (1993, 122 min)
- The Pillow Book (1996, 126 min)
- 8½ Women (1999, 118 min)
- The Tulse Luper Suitcases, Part 1: The Moab Story (2003, 127 min)
- The Tulse Luper Suitcases, Part 2: Vaux to the Sea (2003, 108 min)
- The Tulse Luper Suitcases, Part 3: From Sark to the Finish (2003, 120 min)
- Nightwatching (2007)
- Goltzius and the Pelican Company (2011)
- Eisenstein in Guanajuato (2015)
- Mergând spre Paris (2017)